# Charles Frédéric Dubois
Charles Frédéric Dubois (* 28. Mai 1804 in Barmen (heute Stadtteil von Wuppertal); † 12. November 1867 in Brüssel) war ein belgischer Naturforscher.

## Leben und Wirken
Vom Wunsch getrieben, Künstler zu werden, besuchte Dubois die Kunstakademie Düsseldorf, bevor er sich schließlich als Maler in Aachen niederließ. In seiner Freizeit widmete er sich der Naturwissenschaft sowie seiner naturhistorischen Sammlung, die aus vielen Exponaten aus der Rheinprovinz bestand. Anfänglich zögerte er noch, die Kunst aufzugeben und sich in der Industrie zu etablieren. 1836 publizierte er die Monatszeitschrift Das Museum oder Naturgeschichtlicher Atlas in naturgetreuen Abbildungen aus dem Thier-, Pflanzen- und Mineralreiche, und ausführliche Beschreibung derselben für gebildete Leser aller Stände. Zwischen 1835 und 1839 publizierte er in 22 Heften, die sein Buch Ornithologische Gallerie bildeten. Darin beschrieb er 1839 die für die Wissenschaft neue Gelbschnabelente (Anas undulata). Das Buch erschien im Oktavformat und beinhaltete 145 Farbtafeln mit beschreibendem Text. Seine Veröffentlichungen brachten ihm Renommee unter den führenden Wissenschaftlern, so dass er Ehrenmitglied in zahlreichen Gelehrtengesellschaften wurde. 1851 bot er zahlreiche Vogelbälge zum Verkauf in der Montange de la Cour Nr. 9 in Brüssel an. Als er 1854 seine ersten Tafeln zu Planches coloriées des Oiseaux publizierte, schrieb Johann Friedrich Naumann (1780–1857) eine Rezension zu den ersten dreißig Lieferungen, die sehr kritisch ausfiel. Zum einen fand er keine Neuigkeiten und zum anderen erwähnt er, dass die Darstellung der gleichen Vögel in anderen Werken teils besser illustriert waren. Insbesondere kritisiert er die Perspektiven, aus denen Dubois die Vögel zeichnete. Noch schlechter fiel die Kritik von Ernst Gotthelf Gersdorf (1804–1874) zu den einzelnen Heften von Ornithologische Gallerie aus. So schrieb er u. a.…

„Mit diesem Unternehmen ist es auf ein blosses Bilderbuch abgesehen, denn alles Wissenschaftliche fehlt. Man findet kaum einmal eine Autorität, noch weniger ein Citat. Wären die Abbildungen vorzüglich, so liesse sich diess übersehen.“

…oder…

„Dass die Abbildungen richtiger und seine Beschreibungen ausführlicher sind, als man sie gewöhnlich in den bekannten Naturgeschichten findet, möchte ausser dem Vf. wohl Niemand glauben.“

In dieser Zeit war Aachen von Sümpfen umgeben, so dass Dubois an Malaria erkrankte. Die Ärzte rieten ihm die Gegend zu verlassen und so zog die Familie nach Brüssel, wo er sich als Naturforscher etablierte. Elf Jahre später im Jahr 1851 begann er sein Werk über die Vögel Europas (Les Oiseaux de l'Europe et leurs œufs, décrits et dessinés d'après nature), 1859 ein Werk über die Schmetterlinge Belgiens (Les lépidoptères de la Belgique, leurs chenilles et leurs chrysalides décrits et figurés d’après nature). Es war ihm nicht vergönnt diese Werke noch zu Lebzeiten zu publizieren und so war es sein Sohn Alphonse Joseph Charles Dubois (1839–1921), der sie vollendete und schließlich postum veröffentlichte.
Dubois publizierte außerdem mehrere Artikel ihn mehreren Fachzeitschriften, wie Naumannia von August Carl Eduard Baldamus (1812–1893), Journal für Ornithologie von Jean Louis Cabanis (1816–1906) oder Revue et magasin de zoologie pure et appliquée von Félix Édouard Guérin-Méneville (1799–1874), sowie in Archive cosmologiques seines Sohnes.
Von einem schwachen Herz geplagt, erlitt er 1866 einen Schlaganfall, der schließlich zur vollkommenen Lähmung führte. Im Wissen seines baldigen Todes, beobachtete er weiter. Auch diese Beobachtungen wurden von seinem Sohn aufgeschrieben und in dessen Werke involviert.

## Werke (Auswahl)
- Naturgeschichte der Vögel Europas, mit deren bekannten Nestern, Eiern und ihren nach der Natur gezeichneten Abbildungen. Band 1. Jacob Anton Mayer, Aachen 1835 (biodiversitylibrary.org [abgerufen am 23. Dezember 2015]).
- Ornithologische Gallerie oder Abbildungen aller bekannten Vögel. Nr. 1–22, 1835–1839. J.A. Mayer, Aachen.
- Prix-Courant par Ch. F. Dubois, Naturaliste, Montagne de la Cour Nr. 9 à Bruxelles (affranchir.). In: Naumannia. Archiv für die Ornithologie Vorzugsweise Europa’s: Organ der Deutsche Ornithologen-Gesellschaft. Band 2, 1851, S. 87–90 (biodiversitylibrary.org [abgerufen am 23. Dezember 2015]).
- Planches coloriees des oiseaux de la Belgique et de leurs oeufs. Band 1. C. Muquardt, Brüssel / Leipzig / Gent 1854 (biodiversitylibrary.org [abgerufen am 23. Dezember 2015]).
- Planches coloriees des oiseaux de la Belgique et de leurs oeufs. Band 2. C. Muquardt, Brüssel / Leipzig / Gent 1857 (biodiversitylibrary.org [abgerufen am 23. Dezember 2015]).
- Description et figure d'une nouvelle espèce d'Euphonia. In: Revue et magasin de zoologie pure et appliquée (= 2). Band 11, 1859, S. 49–50 (biodiversitylibrary.org [abgerufen am 23. Dezember 2015]).
- Notes nido-oologiques. In: Revue et magasin de zoologie pure et appliquée (= 2). Band 12, 1860, S. 62–65 (biodiversitylibrary.org [abgerufen am 23. Dezember 2015]).
- Planches coloriees des oiseaux de la Belgique et de leurs oeufs. Band 3. C. Muquardt, Brüssel / Leipzig / Gent 1860 (biodiversitylibrary.org [abgerufen am 23. Dezember 2015]).
- Note sur le nid du Megalophus regius, Vigors. In: Archives cosmologiques: revue des sciences naturelles, avec leurs applications à la médecine, à l’agriculture, aux arts et à l’industrie. 1868, S. 5–6 (books.google.de [abgerufen am 23. Dezember 2015]).
- Note sur le Plautus impennis, Brünnich. In: Archives cosmologiques: revue des sciences naturelles, avec leurs applications à la médecine, à l’agriculture, aux arts et à l’industrie. 1868, S. 33–35 (books.google.de [abgerufen am 23. Dezember 2015]).
- Note sur un nouvel Oiseaux: Tangrella dubusii, Mihi. In: Archives cosmologiques: revue des sciences naturelles, avec leurs applications à la médecine, à l’agriculture, aux arts et à l’industrie. 1868, S. 118 (books.google.de [abgerufen am 23. Dezember 2015]).
- Remarques sur le Turdus Naumanni. In: Archives cosmologiques: revue des sciences naturelles, avec leurs applications à la médecine, à l’agriculture, aux arts et à l’industrie. 1868, S. 128 (books.google.de [abgerufen am 23. Dezember 2015]).
- Variétés lépidoptérologiques. In: Archives cosmologiques: revue des sciences naturelles, avec leurs applications à la médecine, à l’agriculture, aux arts et à l’industrie. 1868, S. 160–161 (books.google.de [abgerufen am 23. Dezember 2015]).
- Note sur le nid du Phaëthornis Eurynomus, Swains. In: Archives cosmologiques: revue des sciences naturelles, avec leurs applications à la médecine, à l’agriculture, aux arts et à l’industrie. 1868, S. 163 (books.google.de [abgerufen am 23. Dezember 2015]).
- mit Alphonse Joseph Charles Dubois: Les Oiseaux de l’Europe et leurs oeufs, décrits et dessinés d’après nature. Band 1. Librairie C. Muquardt, Merzbach et Falk Succ, Brüssel 1868 (gallica.bnf.fr [abgerufen am 23. Dezember 2015]).
- mit Alphonse Joseph Charles Dubois: Les Oiseaux de l’Europe et leurs oeufs, décrits et dessinés d’après nature. Band 2. Librairie C. Muquardt, Merzbach et Falk Succ, Brüssel 1872 (gallica.bnf.fr [abgerufen am 23. Dezember 2015]).
- mit Alphonse Joseph Charles Dubois: Les lépidoptères de la Belgique, leurs chenilles et leurs chrysalides décrits et figurés d’après nature. Band 1. Librairie C. Muquardt, Merzbach et Falk Succ, Brüssel 1874 (gallica.bnf.fr [abgerufen am 23. Dezember 2015]).
- mit Alphonse Joseph Charles Dubois: Les lépidoptères de la Belgique, leurs chenilles et leurs chrysalides décrits et figurés d’après nature. Band 2. Librairie C. Muquardt, Merzbach et Falk Succ, Brüssel 1880 (gallica.bnf.fr [abgerufen am 23. Dezember 2015]).